# Tagansko-Krasnopresnenskaja-Linie
Die Tagansko-Krasnopresnenskaja-Linie (russisch Таганско-Краснопресненская линия), auch „Linie 7“ oder „violette Linie“ genannt, ist die verkehrsreichste Linie der Metro Moskau. Sie wurde 1966–1975 erbaut und 2013–2015 erweitert und schneidet Moskau auf einer Strecke Nordwest-Südost-Achse und umfasst 23 Stationen.

## Stationen

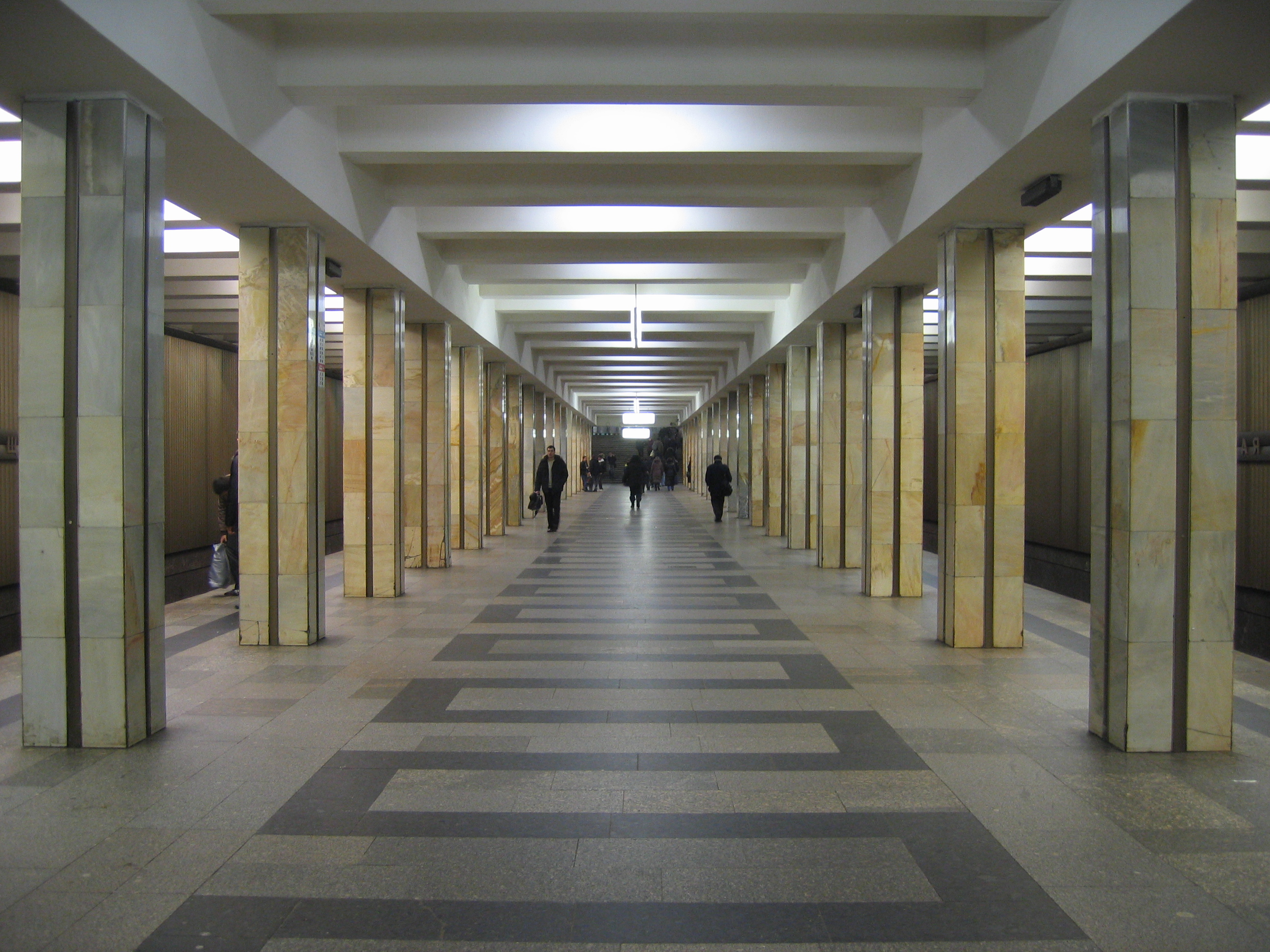
Station Schtschukinskaja

- Planernaja (Планернаяⓘ/?)
- Schodnenskaja (Сходненскаяⓘ/?)
- Tuschinskaja (Тушинскаяⓘ/?)
- Spartak  (Спартакⓘ/?)
- Schtschukinskaja (Щукинскаяⓘ/?)
- Oktjabrskoje Pole (Октябрьское Полеⓘ/?), Umsteigemöglichkeit zum Haltepunkt Panfilowskaja des Moskauer Zentralrings (Linie 14)
- Poleschajewskaja (Полежаевскаяⓘ/?), Umsteigemöglichkeit zur gemeinsamen Station Choroschowskaja der Linie 8A und der Großen Ringlinie (Linie 11) und zum Haltepunkt Choroschowo des Moskauer Zentralrings (Linie 14)
- Begowaja (Беговаяⓘ/?)
- Uliza 1905 Goda (Улица 1905 Годаⓘ/?)
- Barrikadnaja (Баррикаднаяⓘ/?), Umsteigemöglichkeit zur Station Krasnopresnenskaja der Ringlinie
- Puschkinskaja (Пушкинскаяⓘ/?), Umsteigemöglichkeit zu den Stationen Twerskaja der Linie 2 und Tschechowskaja der Linie 9
- Kusnezki Most (Кузнецкий Мостⓘ/?), Umsteigemöglichkeit zur Station Lubjanka der Linie 1
- Kitai-Gorod (Китай-городⓘ/?), Umsteigemöglichkeit zur gleichnamigen Station der Linie 6
- Taganskaja (Таганскаяⓘ/?), Umsteigemöglichkeit zur gleichnamigen Station der Ringlinie sowie zur Station Marxistskaja der Linie 8
- Proletarskaja (Пролетарскаяⓘ/?), Umsteigemöglichkeit zur Station Krestjanskaja Sastawa der Linie 10
- Wolgogradski Prospekt (Волгоградский проспектⓘ/?)
- Tekstilschtschiki (Текстильщикиⓘ/?)
- Kusminki (Кузьминкиⓘ/?)
- Rjasanski Prospekt (Рязанский проспектⓘ/?)
- Wychino (Выхиноⓘ/?)
- Lermontowski Prospekt (Лермонтовский проспектⓘ/?), Umsteigemöglichkeit zur Station Kossino der Nekrassowskaja-Linie (Linie 15)
- Schulebino (Жулебиноⓘ/?)
- Kotelniki (Котельникиⓘ/?)

Der als Wolokolamskaja vorgesehene Bahnhof war viele Jahre ein „Geisterbahnhof“. Er liegt zwischen den Stationen Tuschinskaja und Schtschukinskaja, wurde 1975 beim Bau des dazugehörigen Streckenabschnitts angelegt und sollte einige Jahre später eröffnet werden. Ursprünglich sollte er den Bewohnern eines großen Wohngebietes, das an Stelle des Flugplatzes Moskau-Tuschino errichtet werden sollte, einem U-Bahn-Anschluss bieten. Nachdem dieses Projekt verworfen worden war, wurde auch die Station nicht fertiggestellt. Bei ihrer Anlage wurde zunächst lediglich die Bahnsteighalle im Rohbau errichtet. In den 2000er Jahren entstanden Pläne, die Zugangsstelle doch noch fertigzustellen und ihr den Namen Stadion Spartak zu geben, weil auf dem Flugplatzgelände ein Stadion für den Fußballclub Spartak Moskau entstehen sollte. Am 27. August 2014 ging sie, nunmehr Spartak genannt, in Betrieb.

## Depot und Fahrzeuge

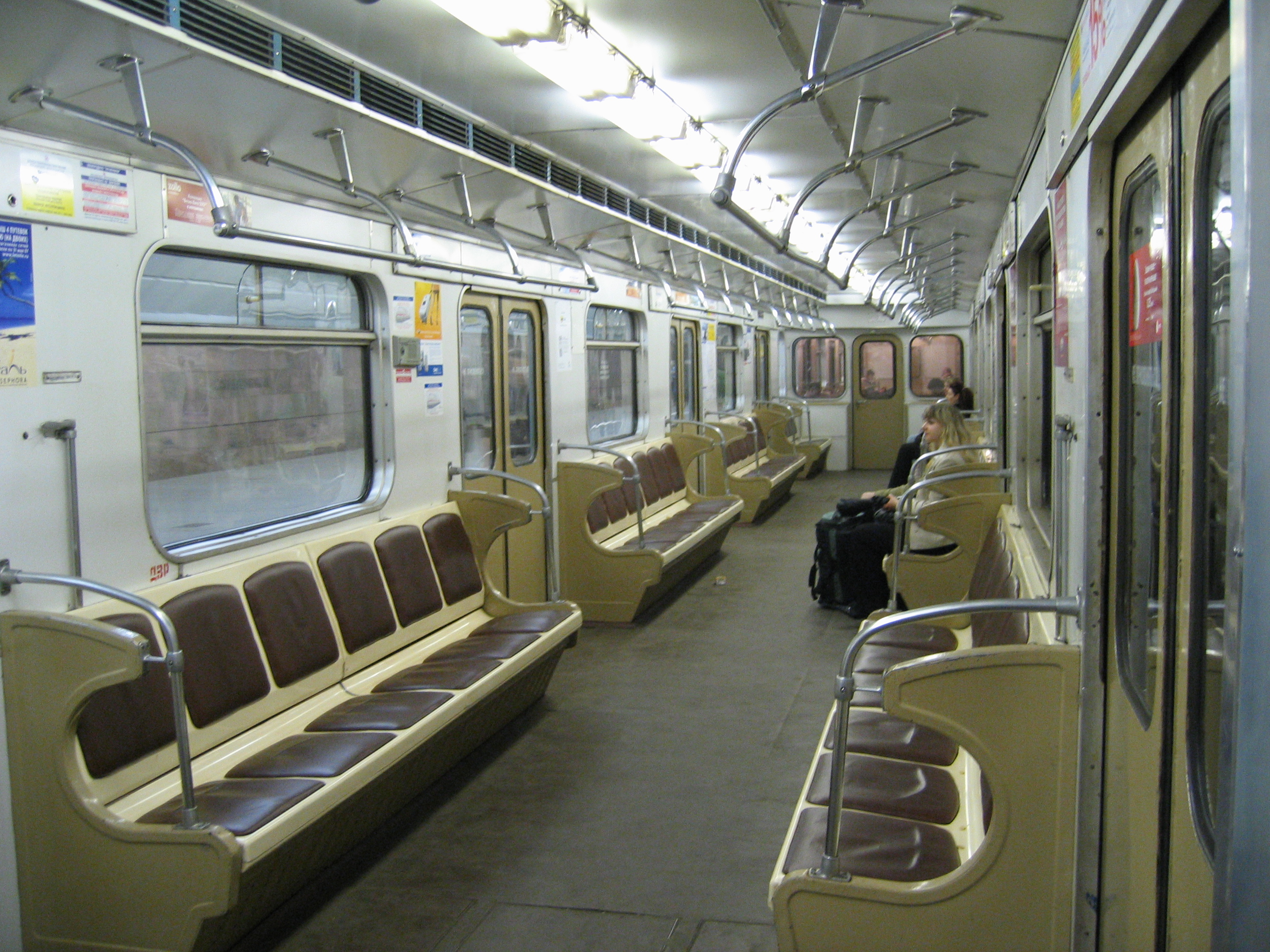
Innenraum eines modernisierten E-Wagens

Die Züge der Linie sind in zwei Depots beheimatet, – das seit der Linieneröffnung bestehende Depot Wychino sowie das 1975 in Betrieb genommene Depot Planernoje. Eingesetzt werden Achtwagenzüge der älteren Baureihen E bzw. deren Modifikationen Еж3/Ем508Т. Zwischen 2003 und 2011 wurden alle Züge der Linie einer Generalüberholung unterzogen, die unter anderem zum Ziel hat, bei gleichzeitiger Kostenersparnis gegenüber der sonst fälligen Anschaffung neuer Fahrzeuge die Platzkapazität zu steigern. Dafür wurden die Führerstände der in Zugmitte laufenden Wagen ausgebaut. Außerdem wurde bei der Modernisierung der Züge ihre Inneneinrichtung weitestgehend erneuert, insbesondere wurden neue Sitze installiert sowie die Innenbeleuchtung von den alten Glühlampen auf Leuchtstofflampen umgestellt. Die planmäßige Nutzungsdauer der Wagen wurde durch die Modernisierung um 15 Jahre verlängert.

## Geschichte

### Chronologie
- 31. Dezember 1966: Eröffnung der Linie. Der 12,9 Kilometer lange südöstliche Ast von Taganskaja bis Wychino (damals Schdanowskaja) geht samt Depot in Betrieb. Die Station Wychino ist als einzige Station der Linie oberirdisch angelegt.
- 3. Januar 1971: Die Linie wird zur Moskauer Altstadt hin verlängert. Die neue Teilstrecke ist 2,1 km lang und beinhaltet die neue Station Kitai-Gorod, damals Ploschtschad Nogina. Diese Station stellt eine Neuerung für die Moskauer Metro dar: Sie beinhaltet vier Gleise und zwei getrennte Stationshallen und bietet den Fahrgästen erstmals eine bahnsteiggleiche Umsteigemöglichkeit, hier zwischen den Linien 6 und 7.
- 30. Dezember 1972: Der nordwestliche Ast der Linie – 7,2 km von Barrikadnaja bis Oktjabrskoje Pole – wird eröffnet. Die nachfolgenden drei Jahre lang funktionieren die beiden Äste als zwei getrennte Linien.
- 17. Dezember 1975: Die 4,1 km lange Lücke zwischen Barrikadnaja und Ploschtschad Nogina wird geschlossen. Von nun an heißt die Linie Schdanowsko-Krasnopresnenskaja-Linie.
- 30. Dezember 1975: Die letzte Nordwestverlängerung bis Planernaja geht in Betrieb. Sie ist 9,6 km lang und beinhaltet vier neue Stationen, eine im Rohbau teilweise fertige Station (Wolokolamskaja, siehe oben unter Stationen) und ein neues Depot.
- 9. November 2013: Die Verlängerung im Südosten bis Schulebino (Zwischenstation Lermontowski Prospekt) geht in Betrieb.
- 21. September 2015: Der Südostast wird um eine weitere Station  bis Kotelniki verlängert und reicht damit über die Stadtgrenze Moskaus hinaus.

### Umbenennungen
Auf der Linie wurden zwei Stationen nachträglich umbenannt: Die Station Ploschtschad Nogina in Kitai-Gorod (1990) und die Station Schdanowskaja in Wychino (1989). Da der Stationsname Schdanowskaja einer der beiden „Namensgeber“ der Linie war, die bis dahin „Schdanowsko-Krasnopresnenskaja“ hieß, wurde zeitgleich mit ihrer Umbenennung auch die Linie selbst umbenannt; sie erhielt damit ihren heutigen Namen.

## Ausbauplanungen
Der nordwestliche Außenast der Linie gilt derzeit als komplett. Eine Verlängerung ist nur nach Südosten hin geplant: Sehr langfristig könnte die Linie weiter bis in die Satellitenstadt Ljuberzy verlängert werden.

## Sonstiges

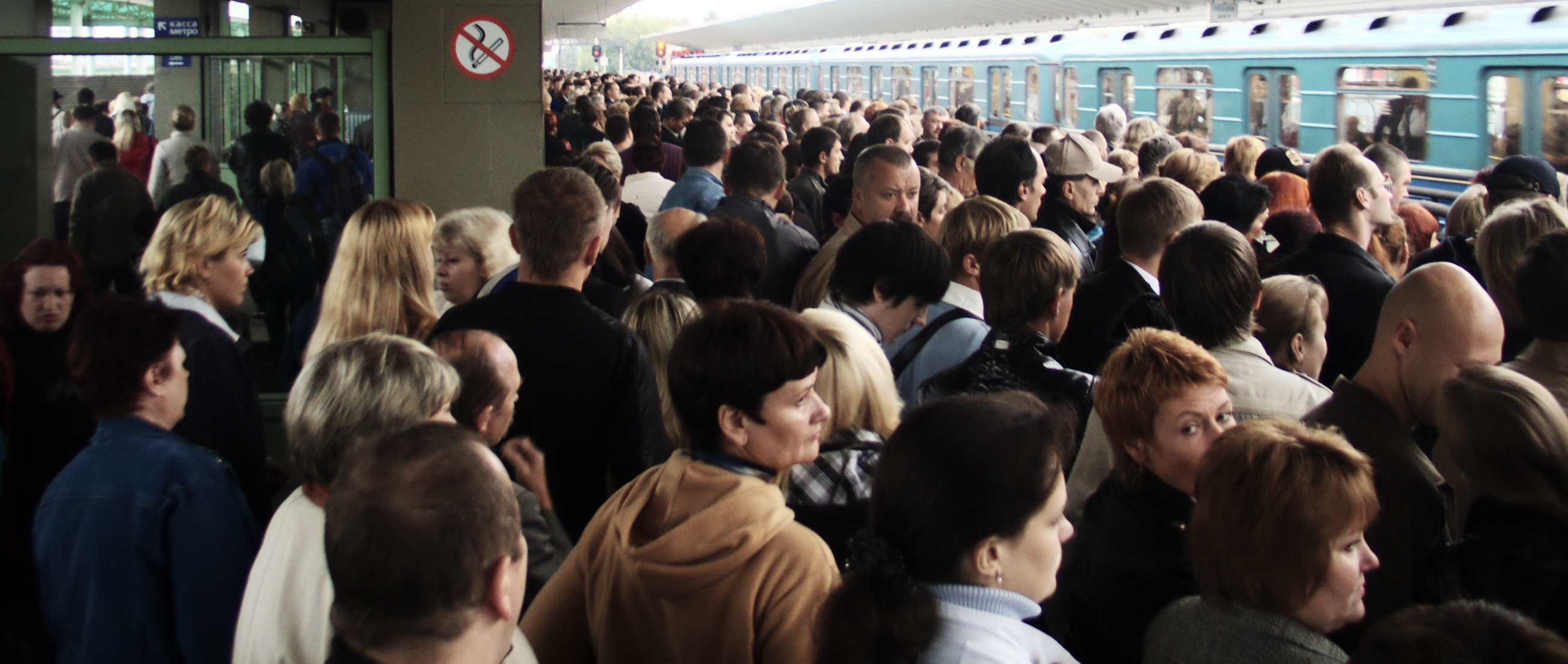
Gedränge an der Station Wychino im Berufsverkehr

Die Tagansko-Krasnopresnenskaja-Linie ist im Schnitt die meistgenutzte – und damit auch die am meisten überlastete – Linie der Metro Moskau. Die Züge sind wochentags zu Hauptverkehrszeiten hoffnungslos überfüllt, was nicht zuletzt darauf zurückzuführen ist, dass die Linie sehr stark von Berufspendlern aus dem Moskauer Umland genutzt wird. Dies führt insbesondere im morgendlichen Berufsverkehr zur völligen Verstopfung der Station Wychino, die einen Übergang von und zu den Nahverkehrszügen sowie zahlreichen Überland-Buslinien hat. Eine teilweise Entlastung dieser Station ergab sich mit der Verlängerung bis Schulebino, doch ansonsten ist die Kapazität der Linie kaum noch zu steigern.